# رسول بوكييف
رسول بوكييف (بالطاجيكية: Расул Боқиев) (من مواليد 29 سبتمبر 1982) هو لاعب جودو طاجيكستاني يتنافس في فئة 73 كجم (وزن الخفيف) وقد فاز بالميدالية البرونزية في بطولة العالم للجودو والميدالية البرونزية وهي أول ميدالية أولمبية لطاجيكستان في الألعاب الأولمبية الصيفية 2008.

## روابط خارجية
- رسول بوكييف على موقع الفيدرالية الدولية للجودو (الإنجليزية)
- رسول بوكييف على موقع JudoInside.com (الإنجليزية)
- رسول بوكييف على موقع AllJudo.net (الفرنسية)
- رسول بوكييف على موقع اللجنة الأولمبية الدولية (الإنجليزية)
- رسول بوكييف على موقع أوليمبيديا (الإنجليزية)